# 1908년 하계 올림픽 복싱 남자 52.62kg급
1908년 하계 올림픽 복싱 남자 52.62kg급은 영국 런던에서 진행된 1908년 하계 올림픽 복싱의 세부 종목이다. 10월 27일에 경기가 진행되었고, 2개국에서 선수 6명이 참가하였다.

## 경기장
| 도시     | 경기장              | 원어명                | 비고 |
| -------- | ------------------- | --------------------- | ---- |
| 노샘프턴 | 노샘프턴 인스티튜트 | Northampton Institute |      |

## 경기 결과
| 8강                 | 8강 |  |                 | 준결승            | 준결승 |  |  | 결승              | 결승 |
|                     |     |  |                 |                   |        |  |  |                   |      |
| 존 컨던 (GBR)       | KO3 |  |                 |                   |        |  |  |                   |      |
| 피에르 마지오 (FRA) | L   |  |                 | 존 컨던 (GBR)     | 2      |  |  |                   |      |
| 윌리엄 웹 (GBR)     | 2   |  | 윌리엄 웹 (GBR) | 0                 |        |  |  |                   |      |
| 헨리 페리 (GBR)     | 1   |  |                 |                   |        |  |  | 존 컨던 (GBR)     | 0    |
| 헨리 토머스 (GBR)   | 2   |  |                 |                   |        |  |  | 헨리 토머스 (GBR) | 2    |
| 프랭크 맥걱 (GBR)   | 0   |  |                 | 헨리 토머스 (GBR) | -      |  |  |                   |      |
| 없음                | -   |  | 부전승          | -                 |        |  |  |                   |      |
| 없음                | -   |  |                 |                   |        |  |  |                   |      |

## 메달리스트
| 금                 | 은             | 동               |
| 헨리 토머스 · 영국 | 존 컨던 · 영국 | 윌리엄 웹 · 영국 |

## 참고 자료
- (영어) 국제 올림픽 위원회 메달리스트 데이터베이스
- 국제 올림픽 위원회 - 1908년 하계 올림픽 복싱 경기 결과 (영어)
- (영어) “Boxing at the 1908 London Summer Games: Men's Bantamweight”. sports-reference.com. 2012년 11월 4일에 원본 문서에서 보존된 문서. 2011년 7월 7일에 확인함.
- (영어) De Wael, Herman. “Herman's Full Olympians: "Boxing 1908".”. 2016년 3월 5일에 원본 문서에서 보존된 문서. 2018년 11월 30일에 확인함.
- Cook, Theodore Andrea (1908). 《The Fourth Olympiad, Being the Official Report》. London: British Olympic Association.